# Thomas Sydenham

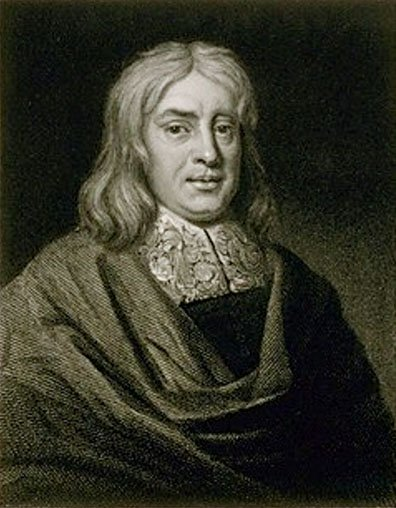
Thomas Sydenham

Thomas Sydenham (1624 – 1689), foi um médico inglês, amigo de influentes homens de seu tempo como Robert Boyle e John Locke. 

## Obra

Opera medica

Seu primeiro livro foi Methodus curandi febres (Como curar febres), 1666. Em 1680 publicou duas Epistolae responsoriae (Cartas e respostas), a primeira On Epidemics (Sobre Epidemias) e a segunda On the Lues venerea (Sobre as doenças Venéreas).
Em 1682 publicou Dissertatio epistolaris (Dissertações em cartas), sobre o tratamento da Varíola e da Histeria. O Tractatus de podagra et hydrope (O Tratamento da Artrite e Hidropsia) foi publicado em 1683 e Schedula monitoria de novae febris ingressu (A Ordem de Aparecimento dos Sintomas da Febre Recente) em 1686. Seu último trabalho, Processus integri (O Processo da Cura) é um esboço sobre patologia e prática médica. 
Sydenham é conhecido pelo sucesso de seu tratamento "expectante" da varíola, pelo Láudano (primeira forma de tintura de ópio) e pelas descrições da coréia aguda (Dança de São Vito), também designada como coreia de Sydenham em sua homenagem, e também da mania, e da histeria, que considerava doença unicamente feminina. Sua forma no homem deveria ser designada por Hipocondria.